# Heinrich Wastian
Heinrich Wastian (* 3. Februar 1876 in Graz; † 1. September 1932 ebenda) war ein österreichischer Schriftsteller und Politiker (GDVP). Wastian war Mitglied des Abgeordnetenhauses und von 1919 bis 1920 Landesrat in der Steiermärkischen Landesregierung.

## Leben
Heinrich Wastian besuchte das Gymnasium in Graz und Maribor und betrieb germanistische, literaturhistorische und kunstgeschichtliche Studien an den Universitäten Graz und München. Er erwarb einen Doktor der Philosophie und war bereits früh auf dem schriftstellerischen Gebiet tätig. Wastian veröffentlichte Werke mit literaturhistorischem, kunstgeschichtlichem und allgemeingeschichtlichem Inhalt und verfasste Lyrik und Gedichte in steirischer Mundart. Zudem engagierte er sich als Präsident der „Steierischen Gesellschaft zur Förderung der Künste“ und war unter dem Pseudonym „Heini von Steier“ auch schriftstellerisch aktiv.
Wastian war zwischen dem 15. Juni 1909 und dem 11. Juli 1909 sowie zwischen dem 20. Oktober 1909 und dem 20. März 1911 für den Nationalverband der deutschfreiheitlichen Parteien / Deutschnationaler Verband Mitglied im Abgeordnetenhaus. Zudem gehörte er zwischen dem 17. Juli 1911 und dem 18. Juni 1914 dem Abgeordnetenhaus als Vertreter des Deutschen Nationalverbands (Deutsche Volkspartei) an. Wastian vertrat dabei die Deutsche Volksgruppe aus dem Kronland Steiermark. Wastian war zudem zwischen dem 27. Mai 1919 und dem 26. November 1920 Landesrat in der Steiermärkischen Landesregierung für die Großdeutsche Volkspartei.
1897 wurde er Ehrenmitglied der Burschenschaft Suevia Innsbruck und 1897 der Burschenschaft Rhenania München.

## Werke
- Jakob Eduard Schmölzer, der edle deutsche Liedermeister, der verdienstvolle Wiedererwecker und getreue Hüter heimatlichen Sanges. Sein Leben, Wirken und Schaffen. Leykam, Graz 1891.
- Der Kampf um Cilli. Ein Beitrag zur Geschichte des Deutschthums in Österreich. Rede.  Adler, Cilli 1896.
- Ungarns Tausendjährung in deutschem Lichte. Eine Festschrift zur Millenniumsfeier. Lehmann, München 1896.
- Ein Buch von deutscher Art. Lehmann, München 1897.
- Deutschvölkisches Liederbuch. Auszug aus dem Deutschvölkischen Liederbuche. Deutscher-Völkischer Verlag Odin, München ca. 1899.
- Mundartliche Dichtung im alpenländischen Deutsch-Oesterreich. Vereins-Druckerei, Graz 1900.
- Der Grazer Schlossberg: Ein Stück steirischer Heimatgeschichte. Deutsche Vereins-Druckerei, Graz 1902.
- Ausgewählte Feuilletons und Gedichte. Hrsg.: Wladimir Max Kosurik. Deutsche Vereins-Druckerei, Graz 1933.